# جین دارلینگ (هنرپیشه)
جین دارلینگ (انگلیسی: Jean Darling؛ زادهٔ ۲۳ اوت ۱۹۲۲-درگذشته ۴ سپتامبر ۲۰۱۵) یک هنرپیشه تئاتر و فیلم‌های صامت و خواننده اهل ایالات متحده آمریکا بود.
از فیلم‌هایی که وی در آن‌ها نقش داشته است، می‌توان به جهانگردی، شرکت بارنوم و رینگلینگ و برادر کوچولو اشاره نمود.